# Списак познатих Срба Босне и Херцеговине
Срби у Босни и Херцеговини су један од три конститутивна народна, и следећи списак представља списак знаменитих Срба и људи српског порекла са простора у оквиру данаших граница Босне и Херцеговине.

## Религија
- Патријарх српски Макарије
- Патријарх српски Антоније
- Патријарх српски Герасим
- Патријарх српски Саватије
- Патријарх српски Гаврило II
- Ђакон Авакум
- Будимир Соколовић
- Василије Острошки
- Висарион Сарај
- Старац Вукашин
- Момчило Гргуревић
- Нићифор Дучић
- Пајсије Танасијевић

## Војска
- Влатко Вуковић
- Петар Поповић Пеција
- Лука Вукаловић

## Књижевност
- Иво Андрић
- Филип Вишњић
- Јован Дучић
- Осман Ђикић
- Момо Капор
- Авдо Карабеговић Халидбегов
- Петар Кочић
- Сима Милутиновић Сарајлија
- Меша Селимовић
- Стака Скендерова
- Јован Сундечић
- Душко Трифуновић
- Бранко Ћопић
- Светозар Ћоровић
- Алекса Шантић

## Визуелне уметности
- Милош Бајић
- Јован Бијелић
- Вера Божичковић Поповић
- Спиридон Шпиро Боцарић
- Милован Видак
- Риста Вукановић
- Недељко Гвозденовић
- Војо Димитријевић
- Лазар Дрљача
- Осте Ерцег
- Момо Капор
- Ратко Лалић
- Константин Лекић Милинковић
- Ђоко Мазалић
- Јован Мангафа
- Светислав Мандић
- Раденко Мишевић
- Роман Петровић
- Љубомир Поповић
- Перо Поповић
- Бранко Радуловић
- Светозар Самуровић
- Сретен Стојановић
- Мица Тодоровић
- Стојан Ћелић
- Коста Хакман
- Тодор Швракић
- Бранко Шотра

## Музика и игра

### Уметничка музика
- Владо Милошевић

### Народна музика
- Радослав Граић
- Раде Јовановић
- Јовица Петковић
- Душан Радетић
- Вука Шехеровић

### Џез и забавна музика
- Бојан Васковић
- Душко Гојковић
- Радослав Граић
- Срђан Марјановић
- Романа Панић
- Борис Режак
- Владимир Савчић Чоби
- Жељко Самарџић
- Александар Човић
- Здравко Чолић
- Марија Шестић

### Балет
- Јованка Бјегојевић
- Даница Живановић

## Позориште и филм
- Милица Бабић-Јовановић, костимографкиња
- Небојша Глоговац, глумац
- Боро Драшковић, редитељ
- Капиталина Ерић, глумица
- Данина Јефтић, глумица
- Ксенија Јовановић, глумица
- Емир Кустурица, редитељ и музичар
- Томо Курузовић, глумац
- Дејан Мијач, редитељ
- Тамара Милетић, глумица
- Наташа Нинковић, глумица
- Никола Пејаковић, глумац и музичар
- Бранко Плеша, глумац
- Тихомир Станић, глумац
- Горчин Стојановић, редитељ
- Предраг Тасовац, глумац
- Марко Тодоровић, глумац
- Слободан Ћустић, глумац
- Здравко Шотра, редитељ

## Наука и инжењерство
- Лука Милованов Георгијевић, филологија
- Јевто Дедијер, географија
- Владимир Ћоровић, историја
- Милан Будимир, класична филологија
- Васо Чубриловић, историја
- Сима Милутиновић, инжењер, конструктор авиона
- Петар Ђурковић, астрономија
- Радован Самарџић, историја
- Милорад Екмечић, историја
- Љубиша Ракић, медицина
- Ранко Бугарски, лингвистика
- Раде Михаљчић, историја
- Реља Аранитовић, економија

## Спорт
- Бошко Антић, фудбал
- Златан Арнаутовић, рукомет
- Андреа Арсовић, стрељаштво
- Душан Бајевић, фудбал
- Јелена Благојевић, одбојка
- Тијана Бошковић, одбојка
- Милан Галић, фудбал
- Слађана Голић, кошарка
- Дражен Далипагић, кошарка
- Предраг Даниловић, кошарка
- Радмила Дрљача, рукомет
- Миленко Зорић, кајак
- Радоје Ђерић, веслање
- Ђорђе Ђурић, одбојка
- Слободан Качар, бокс
- Тадија Качар, бокс
- Момир Кецман, рвање
- Светлана Китић, рукомет
- Радомир Ковачевић, џудо
- Јелица Комненовић, кошарка
- Александар Кукољ, џудо
- Немања Мајдов, џудо
- Николина Милић, кошарка
- Драженко Митровић, атлетика (параолимпијац)
- Бранкица Михајловић, одбојка
- Милан Мушкатировић, ватерполо
- Александар Николић, кошарка
- Александар Околић, одбојка
- Срећко Пејовић, стрељаштво
- Драган Перић, атлетичар
- Андреа Петковић, тенис
- Зоран Прерад, теквондо
- Владимир Радмановић, кошарка
- Ратко Радовановић, кошарка
- Зоран Савић, кошарка
- Миленка Сладић, рукомет
- Борислав Станковић, кошарка
- Драгана Станковић, кошарка
- Саша Старовић, одбојка
- Велимир Стјепановић, пливање
- Саша Чађо, кошарка
- Владо Чапљић, фудбал
- Данијел Шарић, рукомет